# Dima pecoudi
Dima pecoudi is een keversoort uit de familie kniptorren (Elateridae). De wetenschappelijke naam van de soort is voor het eerst geldig gepubliceerd in 1944 door Fleutiaux.